# Shu Chang
Shu Chang (nacida el 1 de diciembre de 1987 en Baishan, Jilin) es una actriz, cantante y presentadora de televisión china. 

## Biografía
Su prima es la actriz china Song Zu'er.

## Carrera

### Televisión
Algunos de sus personajes más notables interpretadas en series de televisión son: a la Consorte Donggo en Xiaozhuang Mishi (2003); Jin Meili en The Story of a Noble Family (2003); a la Princesa Yun en Huang Taizi Mishi (2004); a Jingwei en Jingwei Tianhai (2004); a Xiaoyu en Lotus Lantern (2005); a la Princesa Jianning en Royal Tramp (2008); y a la Gobernante del Reino de las Mujeres en Journey to the West (2011).
Su actuación en la serie de televisión " The Story of a Noble Family" o "La historia de una familia noble" (pertenecía a un escritor originario de Fenghuang, Hunan), Shu, junto a otros integrantes del reparto principal, fueron elegidos como "Ciudadanos de Honor" de Fenghuang.

### Música
Shu ha incursionado en la música después de tener éxito en la industria de la televisión china. 
En 1997 lanzó su primer álbum titulado "Home Is Only Half Without Mom" (少了妈妈只有半个家)con tres sencillos como: Birds Fly (雀尕飞), On My Way Back Home From School (放学路上) y Monsoon Will Never Come Back (雨季不再来) (tema musical de la serie de televisión "Monsoon Will Never Come Back").

## Filmografía

### Películas
| Año  | Título                            | Personaje          | Notas |
| ---- | --------------------------------- | ------------------ | ----- |
| 1992 | Xiaoxiang Qingshen 小巷情深       |                    |       |
| 1995 | Wunü 舞女                         | young Lin Xiaoqian |       |
| 1996 | Brother Wu Invites God 吴二哥请神 |                    |       |
| 2006 | Lian'ai Sanshi Tian 恋爱三十天    | Du Lele            |       |
| 2012 | The Crisis of Children            |                    |       |

### Televisión
| Año  | Título                                      | Personaje                  | Notas |
| ---- | ------------------------------------------- | -------------------------- | ----- |
| 1992 | Wo De Gushi 我的故事                        |                            |       |
| 1993 | Mosheng De Hai'an 陌生的海岸                | Shu Xiaofan                |       |
| 1996 | Danqin Zhi Jia 单亲之家                     | Xiaolajiao                 |       |
| 1997 | Haohao Guo Rizi 好好过日子                  | Zhou Zhao                  |       |
| 1997 | Xiao Taiyang 小太阳                         |                            |       |
| 1997 | Wo Meiyou Jia 我没有家                      | Bao Yatou                  |       |
| 1998 | Xiaofengxian De Gushi 小凤仙的故事          | young Xiaofengxian         |       |
| 1999 | Haoda Yige Jia 好大一个家                   |                            |       |
| 2001 | Huo Yuanjia 霍元甲                          | Ju'er                      |       |
| 2001 | Xin Nü Fuma 新女驸马                        | Xing'er                    |       |
| 2001 | Huanle Qingyuan 欢乐情缘                    | Shang Xiaoyun              |       |
| 2001 | Shengcai Youdao 夫妻过招之生财有道          | Gao Han                    |       |
| 2001 | Zhengjiu Shaonian Fan 拯救少年犯            | Kang Wenjing               |       |
| 2001 | Zhongli Xunta Qianbai Du 众里寻他千百度     | Liu Jie                    |       |
| 2001 | Cao Xueqin 曹雪芹                           | Baoyu                      |       |
| 2001 | Huanggong Baobei 皇宫宝贝                   | Qiaoyue                    |       |
| 2002 | Jiuhou Tu Zhenyan 酒后吐真言                | Sun Huimei                 |       |
| 2002 | Xiaozhuang Mishi 孝庄秘史                   | Consort Donggo             |       |
| 2002 | The Story of a Noble Family 金粉世家        | Jin Meili                  |       |
| 2003 | Huang Taizi Mishi 皇太子秘史                | Princess Yun               |       |
| 2003 | Lian Cheng Jue 连城诀                       | Shui Sheng                 |       |
| 2003 | Demi-Gods and Semi-Devils 天龙八部          | Tianshan Tonglao           |       |
| 2003 | Li Wei Dangguan 2 李卫当官2                 | Shi Liu                    |       |
| 2003 | Shaonian Da Qinchai 少年大钦差              | Chen Wenjing (Xu Lian)     |       |
| 2003 | Jixiang Ruyi 鸡祥如意                       | Xing'er / Yue'er           |       |
| 2003 | Gongting Huashi Lang Shining 宫廷画师郎世宁 | Youmin                     |       |
| 2004 | Chuanqi Huanxiang Yin Shang 传奇幻想殷商    | Tong Yao                   |       |
| 2004 | Monsoon Will Never Come Back 雨季不再来     | Meng Sijia                 |       |
| 2004 | Jingwei Tianhai 精卫填海                    | Jingwei                    |       |
| 2004 | Zhongguo Muqin 中国母亲                     | Huang Lin                  |       |
| 2004 | Lotus Lantern 宝莲灯                        | Xiaoyu                     |       |
| 2004 | Huakai Yousheng 花开有声                    | Liu Yue                    |       |
| 2005 | Da Ming Qicai 大明奇才                      | Cao Zhen                   |       |
| 2005 | Chuzi Dangguan 厨子当官                     | Bihuan / Yuhuan            |       |
| 2005 | Ai Zai Lai Shi 爱在来时                     | Zhou Jingyi / Suya         |       |
| 2006 | Magic Mobile Phone 魔幻手机                 | Sha'niu                    |       |
| 2007 | Royal Tramp 鹿鼎记                          | Princess Jianning          |       |
| 2007 | Shuangcheng Bianzou 双城变奏                | Tang Yin / Ting Na         |       |
| 2008 | Jiang Jie 江姐                              | Wenjuan                    |       |
| 2008 | Chunqiu Yancheng 春秋淹城                   | Luo Fu                     |       |
| 2009 | Fengxue Manguo Taihang 风雪漫过太行         | Hao Xi'e / Hao Xilan       |       |
| 2010 | Yang Xin Xiejiang 阳新鞋匠                  | Ou Baomei                  |       |
| 2010 | Liu Sanjie 刘三姐                           | Liu Sanjie                 |       |
| 2010 | Journey to the West 西游记                  | Ruler of Women's Kingdom   |       |
| 2011 | Palace 2 宫锁珠帘                           | Concubine Yun / Mudan      |       |
| 2011 | Sha'niu Guilai 傻妞归来                     | Sha'niu                    |       |
| 2011 | Shangjin Lieren 赏金猎人                    | Mysterious girl            |       |
| 2015 | Legend of Fragrance (活色生香)              | Xiaoya Huizi               |       |
| 2016 | Noble Aspirations (青云志)                  | Xiao Bai                   |       |
| 2017 | The Glory of Tang Dynasty (大唐荣耀)        | Murong Lingzhi             |       |
| 2017 | Legend of Dragon Pearl (龙珠传奇)           | Xue Qingcheng / Shu Wanxin |       |

### Programas de variedades
| Año  | Programa   | Notas    |
| ---- | ---------- | -------- |
| 2017 | Ace vs Ace | invitado |
| 2015 | Happy Camp | invitado |